# Григорије Рачанин
Григорије Рачанин (крај XVII — прва пол. XVIII в.), калуђер, аутор путописа о сплаварењу 1739. Дравом и Дунавом од Осијека до Крајове у Румунији.
Из тог путописа, према препису, познат је само један одломак о проласку крај смедеревске тврђаве после битке код Гроцке 23. јула 1739. године.
Рукопис је изгубљен.